# Altes Rathaus (Güglingen)

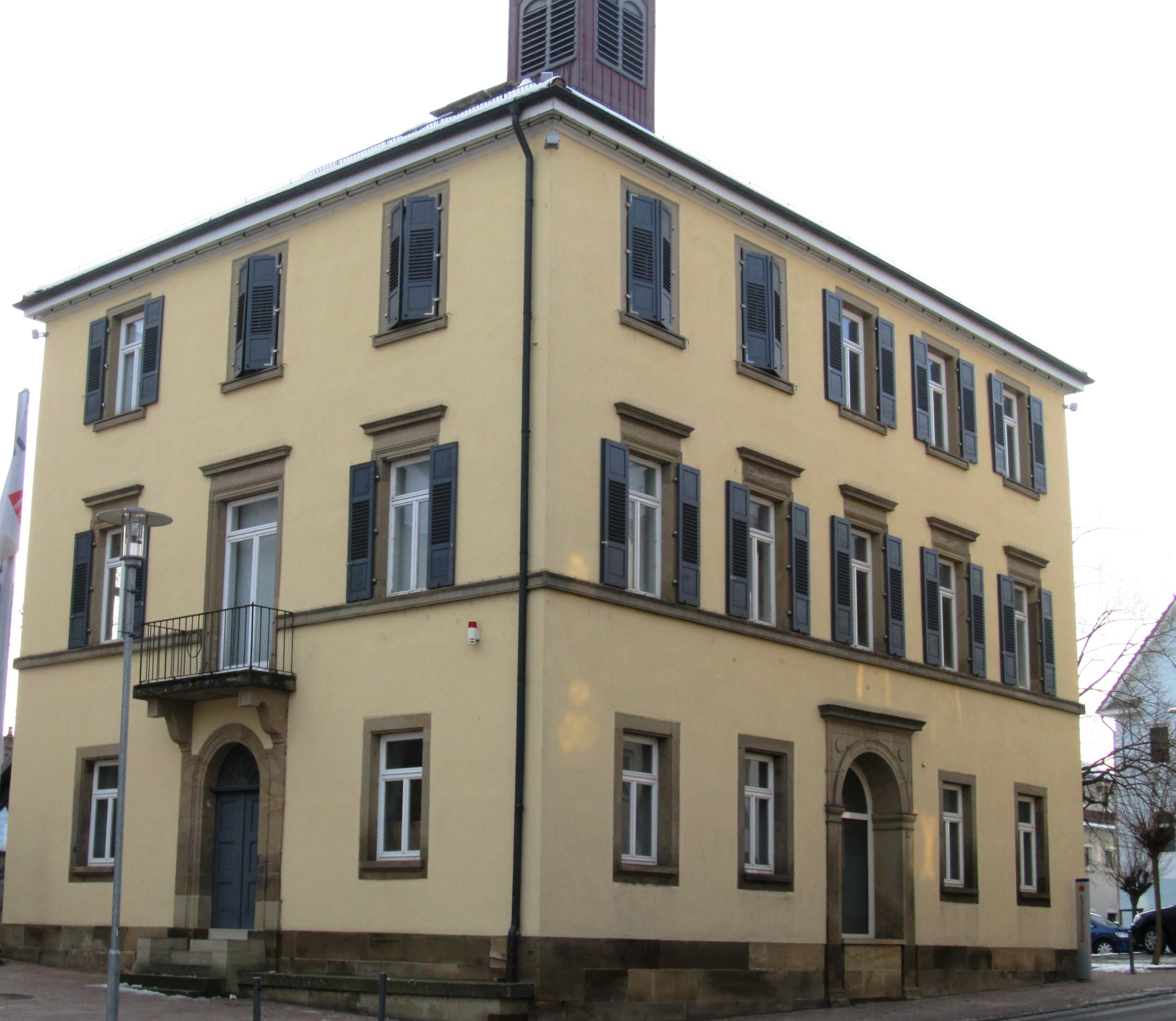
Altes Rathaus in Güglingen

Das Alte Rathaus in Güglingen, einer Gemeinde im Landkreis Heilbronn in Baden-Württemberg, wurde 1850 errichtet. Das ehemalige Rathaus an der Marktstraße 18 ist ein geschütztes Kulturdenkmal. 
Der dreigeschossige Putzbau mit fünf zu drei Fensterachsen besitzt ein Walmdach mit Dachreiter. Das Rundbogenportal und die Fenster werden von Sandsteinrahmungen geschmückt. 
Das Gebäude wird heute als Jugendhaus genutzt.